# Método Shintaro
Método Shintaro (Carlos G. del Rey) es un MC y productor procedente de Torrejón de Ardoz.

## Biografía
Inició su andadura musical hacia el año 1998, produciendo para sus amistades y para uso propio. Con su exgrupo Hasta la Última Gota consiguió entrar en la escena underground, teniendo una buena acogida, tanto por el trabajo en general como por las producciones, a pesar de producir en esa época de una manera algo "antigua" sirviéndose más del talento que de la tecnología. 
Es en el año 2007 en el que tras su coproducción de un tema en el LP de El Cerebro "Simbiosis" hace su primera aportación en formato profesional, pasando a formar parte del sello Gris Materia. 
Con Gris Materia tuvo su estreno discográfico un maxi de adelanto, "Piedra Angular" contando para ello con colaboraciones de parte de los mejores Mc's de España y con artistas de EE. UU. En el Maxi que será editado por Gris Materia podremos ver a LMNO (Visionaries) y Finale (Detroit). En definitiva un productor que ofrece un sonido muy propio y característico, comprendiendo sonidos desde electrónicos a psicodélicos, sin perder nunca la contundencia de sus percusiones, influenciado por el sonido Detroit más electrónico, de productores como J.Dilla, OhNo, Dabrye, Exile, Timbaland y muchos más.

## Discografía
- "Los Sin Nombre" (Maxi) (2008)

## Colaboraciones

### ComoProductor
- Eimoman "Ellos Me Obligaron" (2006) Tema: Zombies.
- VV.AA. "Juego De Niñas" (2006) Tema: Stefy - Te Quiero.
- Shotta "Los Raperos Nunca Mueren" (2007) Temas: Estaba loca y Estaba loca (Instrumental).
- Fra "Punto De Inflexión" (2007) Temas: Salimos (con G-Fu), La 111 (con Eklihpse), In tha club (con Estrés) y Punto de inflexión.
- Hijo Pródigo "After The Massacre" (2008) Tema: The best mc and the best dj
- Jesuly "Mi Llama" (2008) Temas: Parto natural (con Legendario), Con los pies descalzos (Skit).
- Dogma Crew "La Octava Plaga" (2008) Temas: El orgullo del rapero, El francotirador (con Nach) y Let's go.
- Tote King "T.O.T.E." (2008) Tema: Demasiado pesado.
- VV.AA. "Gris Materia - The Gang" (2008) Temas: Método Shintaro con Shotta y Phat Kat - Foulaif, Método Shintaro con LMNO - No less, Eklihpse - Fósil y Método Shintaro con Eimo, Eklihpse, Kafes y S3 - Los sin nombre.
- Alvez "Promo" (2008) Tema: E.A.S.Y. (con Eklihpse y Dstro 187).
- Ruido Maldito "Aquelarre" (2008) Tema: Masacre (con Lijero).
- Eklihpse "En Pie" (2008) Temas: Fósil y Fósil (Instrumental).

### ComoMc
- Ochoa "Trágate Toda La Mixtape" (2007)